# Wim Rietdijk
Cornelis Willem (Wim) Rietdijk (Bergen op Zoom, 18 december 1927 – Bloemendaal, 22 april 2020) was een Nederlands theoretisch fysicus, wiskundige, leraar en publicist.
Rietdijk verwierf in kleine kring naam als auteur van cultureel- en sociaalfilosofische geschriften. Zijn werk wordt gekenmerkt door een sterke nadruk op de idealen van de Verlichting, en in het bijzonder de mogelijkheden van de toepassing van wetenschappelijke kennis op maatschappelijke vraagstukken en een strengrationele aanpak van problemen. Daarbij hanteert hij een utilistische moraal, en is hij een tegenstander van het postmodernisme en bijbehorend relativisme. Een ander belangrijk thema is de identificatie van irrationele krachten in de maatschappij die vooruitgang en verbetering in de weg staan.
Door zijn radicale benadering hebben zijn redeneringen soms verstrekkende consequenties die vaak grote weerstand oproepen, zo niet vijandigheid. Dit is bijvoorbeeld het geval met zijn standpunten over eugenetica en het euthanaseren van ernstig gehandicapte kinderen.
In 1999 kwam Rietdijk in opspraak nadat de Gehandicaptenraad aangifte tegen hem deed wegens discriminatie. Het openbaar ministerie besloot uiteindelijk om niet tot vervolging over te gaan omdat Rietdijk zijn uitspraken had gedaan binnen de context van een filosofisch debat.
Hij was vanaf 1968 leraar aan het Lorentz Lyceum in Haarlem.
Rietdijk overleed op 22 april 2020 in zijn huis in Bloemendaal. Hij leed de laatste jaren aan de ziekte van Parkinson.